# Sit cuallarg falcat
El sit cuallarg falcat (Emberizoides herbicola) és un ocell de la família dels tràupid (Thraupidae).

## Hàbitat i distribució
Habita zones amb herba alta, sabana, sembrats, localment en terres baixes i contraforts del sud-oest de Costa Rica i oest de Panamà; des de Colòmbia, Veneçuela i les Guaianes, cap al sud, a través de l'est i sud del Brasil fins l'extrem sud-est del Perú, nord i est de Bolívia, Paraguai i nord-est de l'Argentina.